# ADCC Submission Fighting World Championships 1999
II Mistrzostwa Świata ADCC – druga edycja największego turnieju submission fightingu na świecie, która odbyła się w dniach 24–26 lutego 1999 roku w Abu Zabi (Zjednoczone Emiraty Arabskie).

## Wyniki
| Kategoria:  | Złoto:                 | Srebro:                | Brąz:                    |
| 65 kg       | Royler Gracie          | Alexandre De Freitas   | Aleksandier Pławski      |
| 77 kg       | Jean Jacques Machado   | Kaoru Uno              | Hayato Sakurai           |
| 88 kg       | Karіmuła Barkałajew    | Aleksandier Sawko      | Ricardo Libório          |
| 99 kg       | Jeff Monson            | Saulo Ribeiro          | Ricardo Almeida          |
| ponad 99 kg | Mark Kerr              | Sean Alvarez           | Chris Haseman            |
| Absolute    | Roberto Traven (99 kg) | Hayato Sakurai (77 kg) | Ricco Rodriguez (+99 kg) |

### "Super walka"
- Mário Sperry vs  Enson Inoue – zwycięstwo Sperrego